# Јурика (Јужна Дакота)
Јурика (енгл. Eureka) град је у америчкој савезној држави Јужна Дакота.

## Демографија
По попису из 2010. године број становника је 868, што је 233 (-21,2%) становника мање него 2000. године.
| Група             | 2000.         | 2010.       |
| Белци             | 1.090 (99,0%) | 844 (97,2%) |
| Афроамериканци    | 0 (0,0%)      | 0 (0,0%)    |
| Азијати           | 3 (0,3%)      | 2 (0,2%)    |
| Хиспаноамериканци | 0 (0,0%)      | 10 (1,2%)   |
| Укупно            | 1.101         | 868         |